# Операция Ру — Герцена

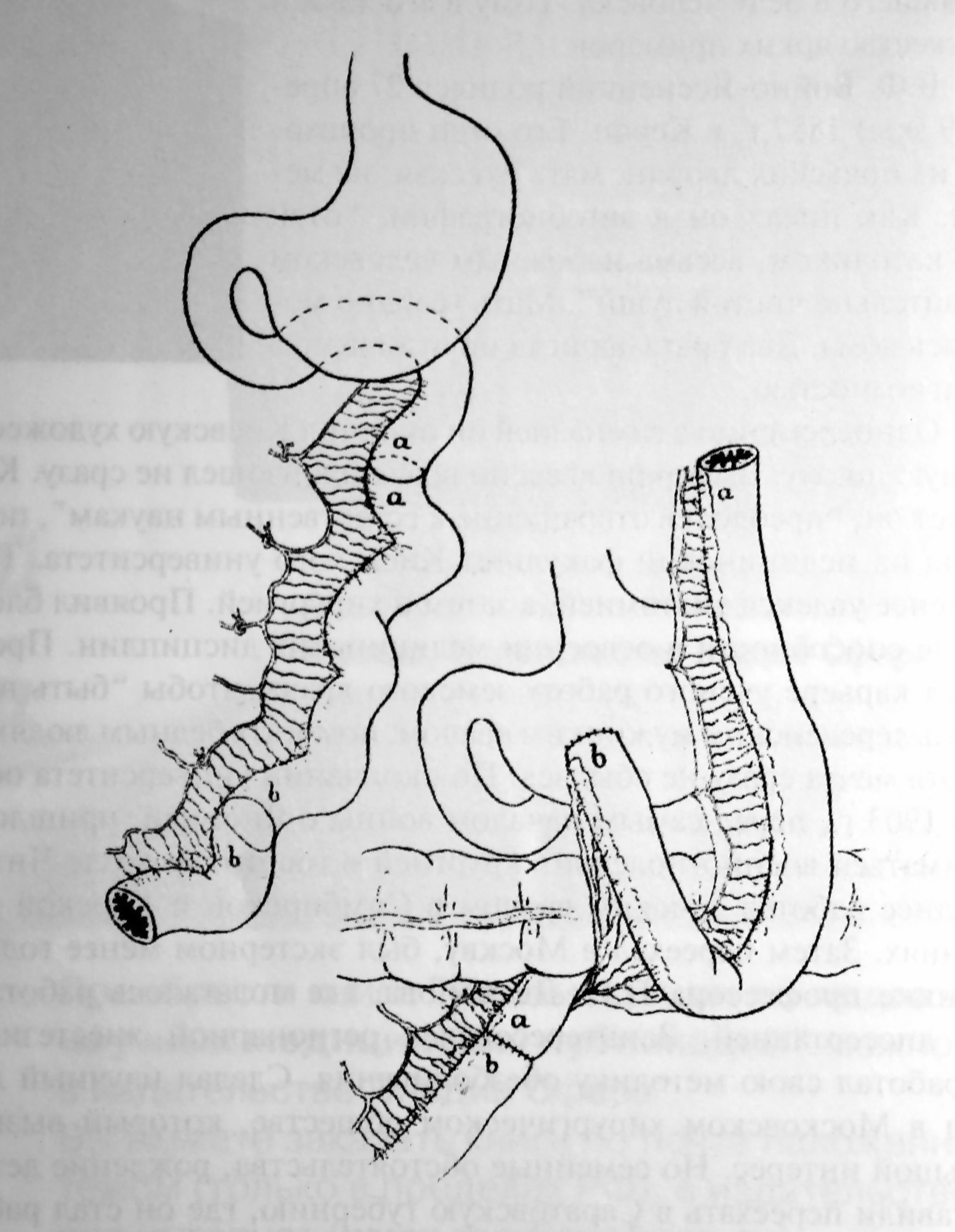
Схема операции Ру — Герцена, опубликованная Цезарем Ру в журнале «Le semaine medicale»

Опера́ция Ру — Ге́рцена — хирургическая операция, заключающаяся в создании искусственного пищевода из тонкой кишки, проводимой перед грудиной подкожно. Идея этой операции впервые родилась у швейцарского хирурга Цезаря Ру (César Roux) в 1906 году, однако впервые удачно выполнил это оперативное вмешательство русский хирург П. А. Герцен в 1907 году.

## История
Впервые мысль о возможности использования протяжённого изоперистальтического сегмента тощей кишки на питающей сосудистой ножке с целью формирования искусственного пищевода возникла у профессора медицинского факультета Лозаннского университета Цезаря Ру. К этой идее его подтолкнула публикация Тавеля 1906 года, в которой последний изложил свой способ гастростомии: он имплантировал выкроенный короткий отрезок начальной части тощей кишки одним концом в желудок, а другим — в кожу эпигастрия. По аналогии с этой операцией Ру произвёл в 1906 году подкожную эзофагопластику тощей кишкой 11-летнему мальчику, страдающему послеожоговой рубцовой стриктурой пищевода. При возможном неудачном исходе эзофагопластики Ру планировал наложить гастростому по Тавелю. Ещё не имея окончательных результатов своей операции, в январе 1907 года Ру изложил её методику в журнале «Le semaine medicale». Выполнив начальные этапы операции (сформировав трансплантат из тонкой кишки и проведя его через подкожный тоннель до основания шеи), из-за истощения больного Ру отложил соединение трансплантата с пищеводом на более позднее время, выведя верхний конец кишки на кожу в виде еюностомы. Однако этому пациенту понадобилось несколько реконструктивных операций для того, чтобы соединить трансплантат с пищеводом на шее: лишь в 1911 году Ру смог завершить пластику.
После Ру многими ведущими хирургами Европы предпринимались попытки выполнить паллиативную шунтирующую тонкокишечную пластику у больных с опухолевой непроходимостью пищевода, однако исходы подобных оперативных вмешательств сначала были неудовлетворительными: знаменитый швейцарский хирург Теодор Кохер, учитель Цезаря Ру, при первой же операции в 1907 году потерпел неудачу вследствие некроза трансплантата; известный французский хирург Тюфье (Tuffier) в том же году прооперировал 5 пациентов, из них 2 умерли, а у 3 других трансплантат не удалось соединить с пищеводом.
Впервые законченная тотальная подкожная пластика пищевода тонкой кишкой была произведена в Москве учеником Цезаря Ру П. А. Герценом в три этапа в сентябре-ноябре 1907 года у 20-летней больной с послеожоговой (ожог серной кислотой) стриктурой пищевода. На VII-м съезде российских хирургов в декабре 1907 года П. А. Герцен доложил о своих результатах. Впоследствии эта операция получила название в отечественной и зарубежной медицинской литературе как операция Ру — Герцена.
Пациентка Герцена, которой впервые была произведена успешная пластика пищевода, прожила более 30 лет, вернулась к нормальной жизни и имела детей.
На протяжении некоторого времени клинический случай благополучного исхода этой операции, выполненной П. А. Герценом, оставался единственным. Так, к 1910 году Альбен Ламботт (Lambot) выполнил 12 подкожных пластик пищевода, при этом 8 пациентов погибли в ближайшем послеоперационном периоде, ещё у 3 произошло омертвение трансплантата и лишь у одного удалось полностью успешно завершить операцию.
В России впервые смог успешно повторить пластику пищевода по Ру — Герцену в 1915 году И. И. Греков: он благополучно выполнил эту операцию у 9-летнего мальчика, страдавшего послеожоговой стриктурой пищевода и перенёсшего до этого гастростомию, произведённую в другой клинике. При этом Греков сделал два отступления от первоначальной методики П. А. Герцена: уложил трансплантат из тонкой кишки в открытый подкожный тоннель под визуальным контролем и вторым этапом соединил трансплантат с пищеводом, чтобы ускорить восстановление нормального глотания. Третьим этапом он соединил трансплантат с желудком наложением анастомоза бок в бок, а затем закрыл гастростому. По данным Б. А. Петрова, к 1915 году выполнить законченную тонкокишечную пластику пищевода во всём мире удалось только четырём хирургам — П. А. Герцену, Альбену Ламботту, Цезарю Ру и И. И. Грекову. Благоприятный отдалённый результат этой операции Греков демонстрировал через 6 лет.